# 锡诺普的第欧根尼

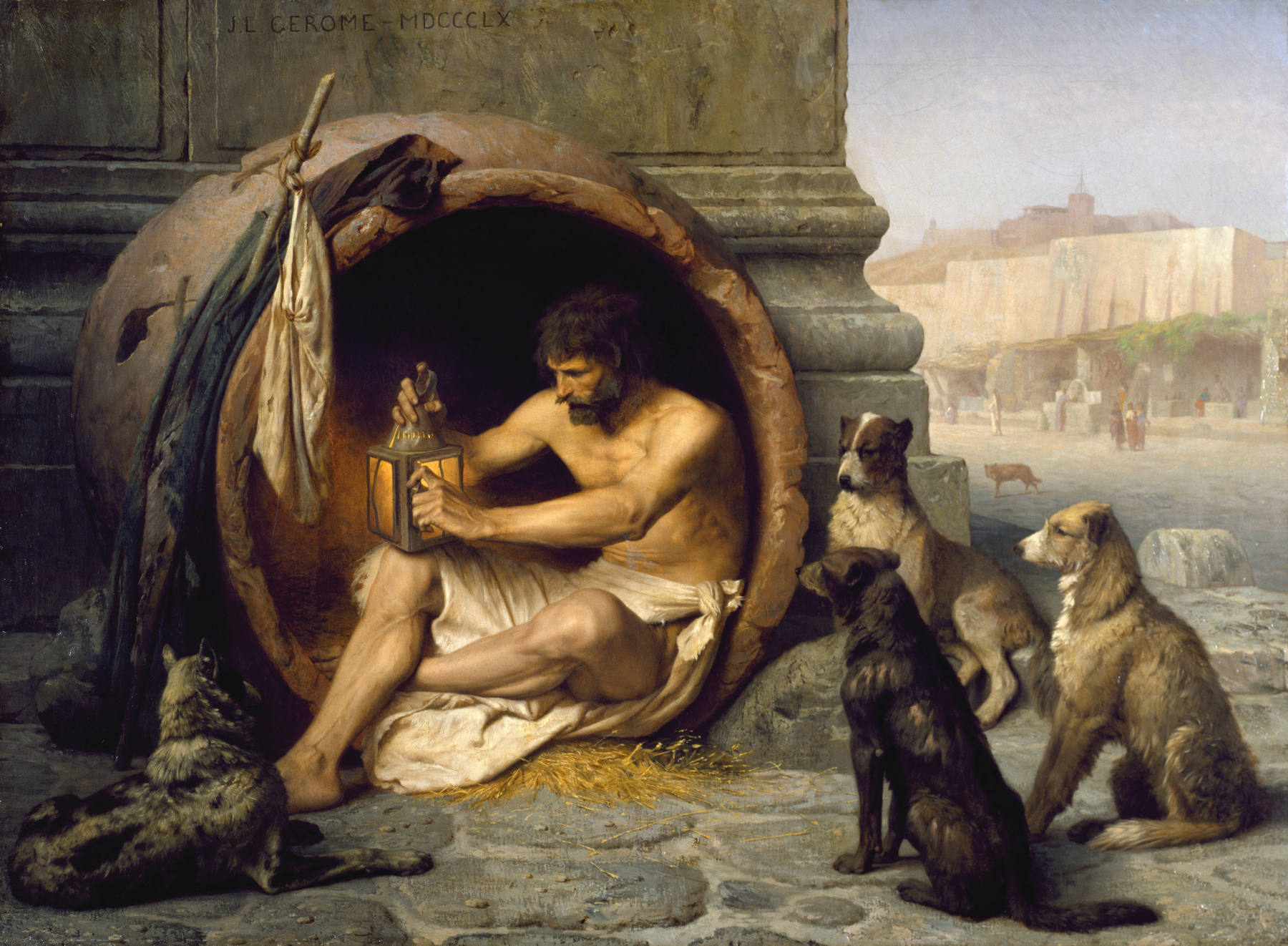
坐在大甕裡的第歐根尼，尚-李奧·傑洛姆繪，1860年

錫諾普的第歐根尼（Διογένης，亦译做狄奥根尼），古希臘哲學家，犬儒學派的代表人物。活跃于公元前4世紀，相传于公元前413年生於錫諾普（現屬土耳其），相传于公元前323年卒於科林斯。
他的真實生平難以考據，但古代文献中留有大量關於他的傳聞軼事。据说第歐根尼住在一个木桶（亦说是装死人的甕）裡，拥有的所有财产只包括这个木桶、一件斗篷、一支棍子和一个面包袋。有一次第歐根尼正在曬太陽，這時亚历山大大帝前來拜访他，问他需要什么，并保证会兑现他的愿望。第歐根尼回答道：“我希望你闪到一边去，不要遮住我的阳光。”亚历山大大帝後来说：“我若不是亚历山大，我愿是第歐根尼。”

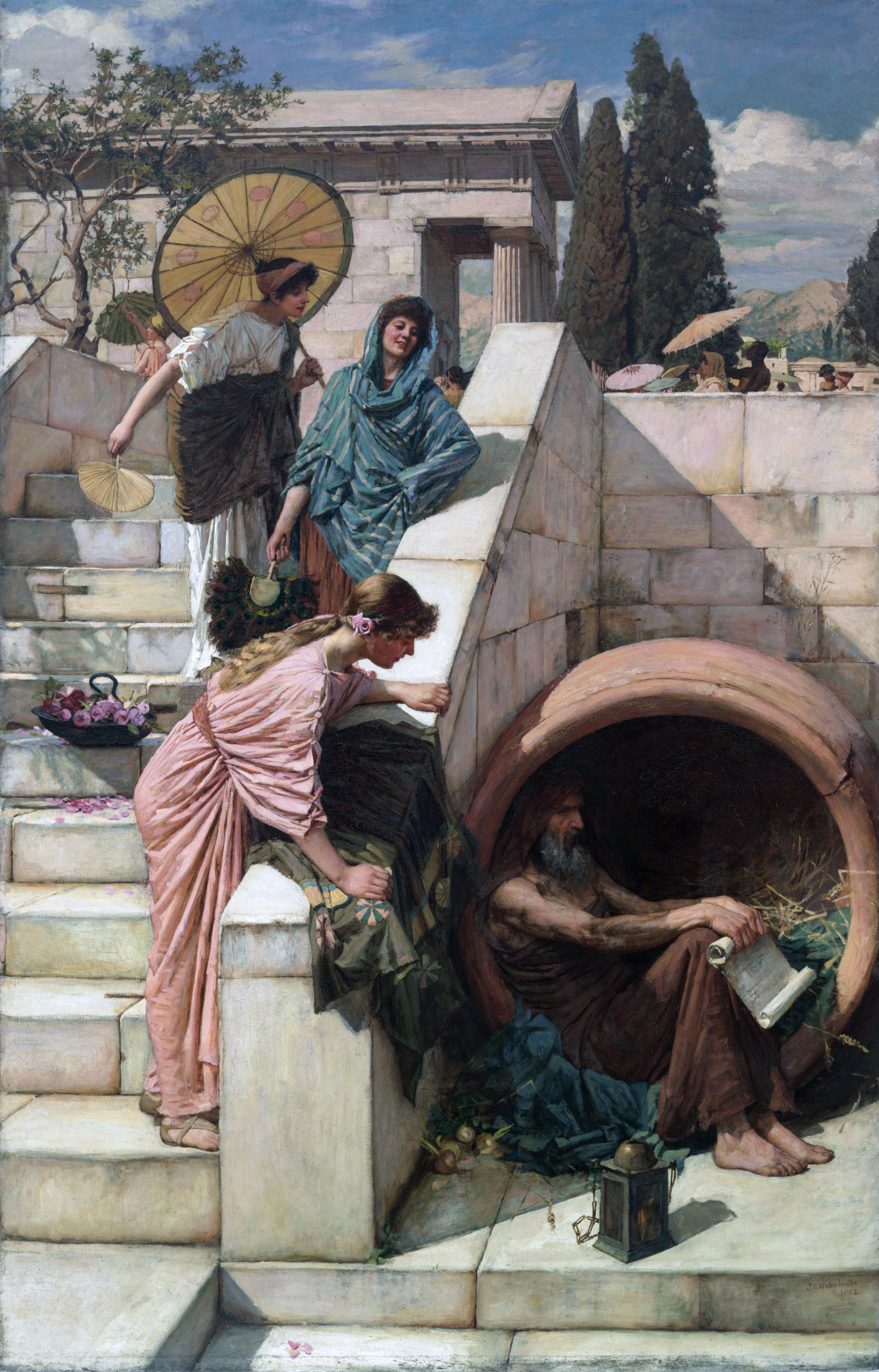
第歐根尼，約翰·威廉·沃特豪斯繪，1882年

## 世界主义观念
第欧根尼被认为是世界主义这一理念最早的提出者。他曾表示，自己不是属于任何特定群体的成员，而是“世界的公民”。

### 引用
1. ↑  伯兰特·罗素：《西方哲学史》
2. ↑  美中全球议题对话项目. . uschinadialogue.georgetown.edu. Georgetown University.   [2025-05-29] （中文（中国大陆））.